# Jainal Antel Sali, Jr.
Jainal Antel Sali, jr. (1er juin 1964 - 16 janvier 2007), aussi connu sous le nom d'Abu Sulaiman, est un islamiste philippin, porte-parole du groupe armé Abu Sayyaf et l'un de ses plus éminents responsables.

## Biographie
Il naît le 1er juin 1964 à Zamboanga City, sur l'île de Mindanao.
Responsable de plusieurs meurtres et enlèvements, il est considéré comme l'auteur de l'attentat à la bombe perpétré en février 2004 à bord d'un ferry de Manille, ayant causé la mort de 116 passagers. 
Il figurait parmi les terroristes les plus recherchés (Most Wanted Terrorists) par le FBI, au même titre que d'autres chefs d'Abu Sayyaf, dont le leader Khadaffy Abubakar Janjalani et Isnilon Totoni Hapilon. Le gouvernement américain offrait 5 millions de dollars pour sa capture.

## Décès
Le 16 janvier 2007, Jainal Antel Sali est abattu par les forces armées philippines au cours d'un violent accrochage survenu à Tulipao, sur l'île de Sulu. Des tests ADN confirment son décès.